# Omen (album de Soulfly)
Pour les articles homonymes, voir Omen.
Albums de Soulfly
Conquer
(2008)
Omen est le septième album du groupe de metal Soulfly sorti le 18 mai 2010.

## Liste des titres
1. Bloodbath & Beyond - 2:31
2. Rise of the Fallen - 4:35
3. Great Depression - 3:57
4. Lethal Injection - 3:05
5. Kingdom - 3:55
6. Jeffrey Dahmer - 2:52
7. Off With Their Heads - 4:22
8. Vulture Culture - 4:01
9. Mega-Doom - 3:04
10. Counter Sabotage - 3:50
11. Soulfly VII - 4:23